# Lista de vereadores de São José de Ubá
Esta é a lista de vereadores de São José de Ubá, município brasileiro do estado do Rio de Janeiro.
A Câmara Municipal de São José de Ubá, é formada por nove representantes desde a sua emancipação em 1995.

## 7ª Legislatura (2021–2024)
Estes são os vereadores eleitos nas eleições de 15 de novembro de 2020, pelo período de 1° de janeiro de 2021 a 31 de dezembro de 2024:
| Mesa Diretora (2021-2022)            |                       |                        |                           |
| Nome                                 | Início do mandato     | Fim do mandato         | Cargo                     |
| Jorge Fernando Diniz Valeriote (SD)  | 1º de janeiro de 2021 | 31 de dezembro de 2022 | Presidente da Câmara      |
| Pollyanna Sueth S.P. de Almeida (SD) | 1º de janeiro de 2021 | 31 de dezembro de 2022 | Vice-presidente da Câmara |
| Luciano Cruz Pavan (PP)              | 1º de janeiro de 2021 | 31 de dezembro de 2022 | 1º Secretário             |
| Dadson José Martins Estephaneli (SD) | 1º de janeiro de 2021 | 31 de dezembro de 2022 | 2º Secretário             |

|   | Nome                                                                                 | Partido                                | Votos | %    | Observações |
| - | ------------------------------------------------------------------------------------ | -------------------------------------- | ----- | ---- | ----------- |
| 1 | Dadson José Martins Estephaneli, Dadinho (São José de Ubá, 12.03.1990–)              | Solidariedade (SD)                     | 394   | 6,49 | 1º mandato  |
| 2 | Jorge Fernando Diniz Valeriote (2021-2022) (São José de Ubá, 03.06.1976–)            | Solidariedade (SD)                     | 386   | 6,35 | 1º mandato  |
| 3 | Pollyanna Sueth Silva Pinto de Almeida, Pollyanna do Joélcio (Itaocara, 12.12.1984–) | Solidariedade (SD)                     | 314   | 5,17 | 1º mandato  |
| 4 | Carlos Alberto de Souza, Carlão (Rio de Janeiro, 13.03.1958–)                        | Movimento Democrático Brasileiro (MDB) | 275   | 4,53 | 2º mandato  |
| 5 | Ivany Oliveira Silva (Rio de Janeiro, 18.09.1956–)                                   | Movimento Democrático Brasileiro (MDB) | 267   | 4,40 | 2º mandato  |
| 6 | Luciano Cruz Pavan (Itaperuna, 15.06.1970–)                                          | Progressistas (PP)                     | 266   | 4,38 | 1º mandato  |
| 7 | Gustavo Cabral Vieira (Itaperuna, 18.08.1985–)                                       | Movimento Democrático Brasileiro (MDB) | 252   | 4,15 | 1º mandato  |
| 8 | Vânia Maria dos Santos Borges (Cambuci, 12.03.1967–)                                 | Progressistas (PP)                     | 232   | 3,82 | 1º mandato  |
| 9 | Leonardo Xavier Periard, Léo Periard (Itaperuna, 17.11.1967–)                        | Democracia Cristã (DC)                 | 230   | 3,79 | 2º mandato  |

## 6ª Legislatura (2017–2020)
Estes são os vereadores eleitos nas eleições de 2 de outubro de 2016, pelo período de 1° de janeiro de 2017 a 31 de dezembro de 2020:
| Mesa Diretora (2019-2020)           |                       |                        |                           |
| Nome                                | Início do mandato     | Fim do mandato         | Cargo                     |
| Sandra Maria Cruz Silva Pavan (PSC) | 1º de janeiro de 2019 | 31 de dezembro de 2020 | Presidente da Câmara      |
| Carlos Roberto Coelho Marinho (PSC) | 1º de janeiro de 2019 | 31 de dezembro de 2020 | Vice-presidente da Câmara |
| Ana Beatriz Pinheiro Ferreira (PV)  | 1º de janeiro de 2019 | 31 de dezembro de 2020 | 1ª Secretária             |
| Leonardo Xavier Periard (PEN)       | 1º de janeiro de 2019 | 31 de dezembro de 2020 | 2º Secretário             |

|   | Nome                                                                        | Partido                                        | Votos | %    | Observações |
| - | --------------------------------------------------------------------------- | ---------------------------------------------- | ----- | ---- | ----------- |
| 1 | Antonio Moralles da Cunha, Liminha (Cambuci, 08.08.1954–)                   | Partido da Social Democracia Brasileira (PSDB) | 409   | 6,50 | 5º mandato  |
| 2 | Sandra Maria Cruz Silva Pavan (2019-2020) (Cambuci, 21.11.1944–)            | Partido Social Cristão (PSC)                   | 381   | 6,05 | 2º mandato  |
| 3 | Hamilton Machado Valeriote Júnior, Juninho Valeriote (Cambuci, 08.07.1982–) | Partido Socialista Brasileiro (PSB)            | 364   | 5,78 | 3º mandato  |
| 4 | Josélia Parreira Braga de Jesus, Zélia do Nego (Cambuci, 30.11.1965–)       | Partido Trabalhista Brasileiro (PTB)           | 320   | 5,09 | 3º mandato  |
| 5 | Romilson Botelho Pires, Misso (Itaperuna, 21.05.1964–)                      | Partido Progressista (PP)                      | 304   | 4,83 | 1º mandato  |
| 6 | Carlos Roberto Coelho Marinho, Beto Marinho (Cambuci, 20.09.1967–)          | Partido Social Cristão (PSC)                   | 303   | 4,81 | 1º mandato  |
| 7 | Ana Beatriz Pinheiro Ferreira, Bia Pinheiro (Ibatiba, 05.07.1990–)          | Partido Verde (PV)                             | 289   | 4,59 | 1º mandato  |
| 8 | Nelci Marques Silva, Cané (Cambuci, 01.03.1968–)                            | Partido da República (PR)                      | 258   | 4,10 | 4º mandato  |
| 9 | Leonardo Xavier Periard, Léo Periard (Cambuci, 17.11.1967–)                 | Partido Ecológico Nacional (PEN)               | 231   | 3,67 | 1º mandato  |

## 5ª Legislatura (2013–2016)
Estes são os vereadores eleitos nas eleições de 7 de outubro de 2012, pelo período de 1° de janeiro de 2013 a 31 de dezembro de 2016:
| Mesa Diretora (2013-2014)         |                       |                        |                           |
| Nome                              | Início do mandato     | Fim do mandato         | Cargo                     |
| Hamilton Machado Valeriote Júnior | 1º de janeiro de 2013 | 31 de dezembro de 2014 | Presidente da Câmara      |
| Carlos Alberto de Souza           | 1º de janeiro de 2013 | 31 de dezembro de 2014 | Vice-presidente da Câmara |
| Gilton Verdan Soares              | 1º de janeiro de 2013 | 31 de dezembro de 2014 | 1º Secretário             |

|   | Nome                                                                                    | Partido                                            | Votos | %    | Observações |
| - | --------------------------------------------------------------------------------------- | -------------------------------------------------- | ----- | ---- | ----------- |
| 1 | Francisco Fernandes Ribeiro Filho, Francisquinho (Cambuci, 15.09.1967–)                 | Democratas (DEM)                                   | 537   | 8,75 | 2º mandato  |
| 2 | Hamilton Machado Valeriote Júnior, Juninho Valeriote (2013-2014) (Cambuci, 08.07.1982–) | Partido Trabalhista Nacional (PTB)                 | 477   | 7,77 | 2º mandato  |
| 3 | Carlos Alberto de Souza, Carlão (Rio de Janeiro, 13.03.1958–)                           | Partido Social Democrata Cristão (PSDC)            | 366   | 5,96 | 1º mandato  |
| 4 | Gilton Verdan Soares, Giltinho (Cambuci, 04.03.1972–)                                   | Partido Social Democrático (PSD)                   | 318   | 5,18 | 3º mandato  |
| 5 | Rodrigo Carneiro Freire (Cabo Frio, 09.10.1978–)                                        | Partido Renovador Trabalhista Brasileiro (PRTB)    | 275   | 4,48 | 1º mandato  |
| 6 | Clóvis Pereira da Silva Júnior, Juninho do Afonso (Miracema, 03.08.1971–)               | Partido do Movimento Democrático Brasileiro (PMDB) | 249   | 4,06 | 3º mandato  |
| 7 | Josélia Parreira Braga de Jesus, Zélia do Nego (2015-2016) (Cambuci, 30.11.1965–)       | Partido Trabalhista Brasileiro (PTB)               | 248   | 4,04 | 2º mandato  |
| 8 | Antonio Moralles da Cunha, Liminha (Cambuci, 08.08.1954–)                               | Partido Progressista (PP)                          | 242   | 3,94 | 4º mandato  |
| 9 | Nelci Marques Silva, Cané (Cambuci, 01.03.1968–)                                        | Partido da República (PR)                          | 233   | 3,79 | 3º mandato  |

## 4ª Legislatura (2009–2012)
Estes são os vereadores eleitos nas eleições de 5 de outubro de 2008, pelo período de 1° de janeiro de 2009 a 31 de dezembro de 2012:
| Mesa Diretora (2011-2012)         |                       |                        |                           |
| Nome                              | Início do mandato     | Fim do mandato         | Cargo                     |
| Hamilton Machado Valeriote Júnior | 1º de janeiro de 2011 | 31 de dezembro de 2012 | Presidente da Câmara      |
| Francisco Fernandes Ribeiro Filho | 1º de janeiro de 2011 | 31 de dezembro de 2012 | Vice-presidente da Câmara |
| Josélia Parreira Braga de Jesus   | 1º de janeiro de 2011 | 31 de dezembro de 2012 | 1ª Secretária             |
| Clóvis Pereira da Silva Júnior    | 1º de janeiro de 2011 | 31 de dezembro de 2012 | 2º Secretário             |

|   | Nome                                                                        | Partido                                            | Votos | %    | Observações |
| - | --------------------------------------------------------------------------- | -------------------------------------------------- | ----- | ---- | ----------- |
| 1 | Marcionilio Botelho Moreira (Cambuci, 06.07.1968–)                          | Partido Progressista (PP)                          | 556   | 9,67 | 1º mandato  |
| 2 | Gean Marcos Pereira da Silva (2009-2010) (Cambuci, 17.05.1968–)             | Partido Social Cristão (PSC)                       | 423   | 7,36 | 2º mandato  |
| 3 | Clóvis Pereira da Silva Júnior, Juninho do Afonso (Miracema, 03.08.1971–)   | Partido do Movimento Democrático Brasileiro (PMDB) | 315   | 5,48 | 2º mandato  |
| 4 | Hamilton Machado Valeriote Júnior, Juninho Valeriote (Cambuci, 08.07.1982–) | Partido Social Democrata Cristão (PSDC)            | 285   | 4,96 | 1º mandato  |
| 5 | Josélia Parreira Braga de Jesus, Zélia do Nego (Cambuci, 30.11.1965–)       | Partido Trabalhista Brasileiro (PTB)               | 261   | 4,54 | 1º mandato  |
| 6 | Sandra Maria Cruz Silva Pavan (Cambuci, 21.11.1944–)                        | Partido da República (PR)                          | 212   | 3,69 | 1º mandato  |
| 7 | Francisco Fernandes Ribeiro Filho, Francisquinho (Cambuci, 15.09.1967–)     | Democratas (DEM)                                   | 212   | 3,69 | 1º mandato  |
| 8 | Antonio Morales da Cunha, Liminha (Cambuci, 08.08.1954–)                    | Partido Progressista (PP)                          | 173   | 3,01 | 3º mandato  |
| 9 | Gilton Verdan Soares, Giltinho (Cambuci, 04.03.1972–)                       | Partido da Mobilização Nacional (PMN)              | 147   | 2,56 | 2º mandato  |

## 3ª Legislatura (2005–2008)
Estes são os vereadores eleitos nas eleições de 3 de outubro de 2004, pelo período de 1° de janeiro de 2005 a 31 de dezembro de 2008:
|   | Nome                                                                      | Partido                                            | Votos | %    | Observações |
| - | ------------------------------------------------------------------------- | -------------------------------------------------- | ----- | ---- | ----------- |
| 1 | Gean Marcos Pereira da Silva (2005-2006) (Cambuci, 17.05.1968–)           | Partido Social Cristão (PSC)                       | 276   | 5,48 | 1º mandato  |
| 2 | Joel da Silva Valeriote, Pastel (Cambuci, 23.02.1965–)                    | Partido do Movimento Democrático Brasileiro (PMDB) | 237   | 4,70 | 1º mandato  |
| 3 | Nelci Marques Silva, Cané (2007) (Cambuci, 01.03.1968–)                   | Partido do Movimento Democrático Brasileiro (PMDB) | 218   | 4,33 | 2º mandato  |
| 4 | Clóvis Pereira da Silva Júnior, Juninho do Afonso (Miracema, 03.08.1971–) | Partido Social Cristão (PSC)                       | 215   | 4,27 | 1º mandato  |
| 5 | Manoel Felipe de Jesus Filho, Nego (Cambuci, 13.06.1964–)                 | Partido Trabalhista Brasileiro (PTB)               | 183   | 3,63 | 2º mandato  |
| 6 | Paulo de Brito Sant'ana, Paulinho do Colosso (Itaperuna, 27.03.1954–)     | Partido Trabalhista Brasileiro (PTB)               | 155   | 3,08 | 2º mandato  |
| 7 | Ivany Silva Maia, Vany da Dical (Cambuci, 18.09.1956–)                    | Partido Verde (PV)                                 | 142   | 2,82 | 1º mandato  |
| 8 | Jorge Ramos de Azevedo, Tota (Cambuci, 13.08.1944–)                       | Partido Progressista (PP)                          | 141   | 2,80 | 3º mandato  |
| 9 | Gilton Verdan Soares, Giltinho (2008) (Cambuci, 04.03.1972–)              | Partido da Mobilização Nacional (PMN)              | 81    | 1,61 | 1º mandato  |

## 2ª Legislatura (2001–2004)
Estes são os vereadores eleitos nas eleições de 1º de outubro de 2000, pelo período de 1° de janeiro de 2001 a 31 de dezembro de 2004:
|   | Nome                                                                  | Partido                                            | Votos | %    | Observações |
| - | --------------------------------------------------------------------- | -------------------------------------------------- | ----- | ---- | ----------- |
| 1 | Rosângela Godinho Silva (2001) (Rio de Janeiro, 22.02.1958–)          | Partido Progressista (PP)                          | 271   | 5,59 | 2º mandato  |
| 2 | Manoel Felipe de Jesus Filho, Nego (2002) (Cambuci, 13.06.1964–)      | Partido Trabalhista Brasileiro (PTB)               | 225   | 4,64 | 1º mandato  |
| 3 | Concheta Diniz Valeriote (Cambuci, 15.06.1956–)                       | Partido Democrático Trabalhista (PDT)              | 219   | 4,52 | 1º mandato  |
| 4 | Jorge Ramos de Azevedo, Tota (Cambuci, 13.08.1944–)                   | Partido da Frente Liberal (PFL)                    | 160   | 3,30 | 2º mandato  |
| 5 | Antonio Moralles da Cunha, Liminha (2003) (Cambuci, 08.08.1954–)      | Partido Progressista (PP)                          | 158   | 3,26 | 2º mandato  |
| 6 | Paulo de Brito Sant'ana, Paulinho do Colosso (Itaperuna, 27.03.1954–) | Partido Trabalhista Brasileiro (PTB)               | 149   | 3,07 | 1º mandato  |
| 7 | Joélcio Ferreira Silva (2004) (Cambuci, 04.10.1951–)                  | Partido Trabalhista Brasileiro (PTB)               | 147   | 3,03 | 2º mandato  |
| 8 | Nelci Marques Silva, Cané (Cambuci, 01.03.1968–)                      | Partido Democrático Trabalhista (PDT)              | 139   | 2,87 | 1º mandato  |
| 9 | Sebastião da Silva Estephaneli, Bastião (Cambuci, 14.02.1950–)        | Partido do Movimento Democrático Brasileiro (PMDB) | 122   | 2,52 | 2º mandato  |

## 1ª Legislatura (1997–2000)
Estes são os vereadores eleitos nas eleições de 3 de outubro de 1996, pelo período de 1° de janeiro de 1997 a 31 de dezembro de 2000:
|   | Nome                                                              | Partido                                            | Votos | %    | Observações |
| - | ----------------------------------------------------------------- | -------------------------------------------------- | ----- | ---- | ----------- |
| 1 | Rosângela Godinho Silva (1997-1998) (Rio de Janeiro, 22.02.1958–) | Partido Progressista Brasileiro (PPB)              | 215   | 6,65 | 1º mandato  |
| 2 | Antônio Menezes Neves (1999-2000) (Cambuci, 29.01.1938–)          | Partido da Frente Liberal (PFL)                    | 214   | 6,62 | 1º mandato  |
| 3 | Jorge Ramos de Azevedo, Tota (Cambuci, 13.08.1944–)               | Partido da Frente Liberal (PFL)                    | 175   | 5,41 | 1º mandato  |
| 4 | Joélcio Ferreira Silva (Cambuci, 04.10.1951–)                     | Partido da Social Democracia Brasileira (PSDB)     | 159   | 4,92 | 1º mandato  |
| 5 | Romário Abreu Verdan (Cambuci, 19.09.1954–)                       | Partido Progressista Brasileiro (PPB)              | 142   | 4,39 | 1º mandato  |
| 6 | Sebastião da Silva Estephaneli, Bastião (Cambuci, 14.02.1950–)    | Partido do Movimento Democrático Brasileiro (PMDB) | 119   | 3,68 | 1º mandato  |
| 7 | Antonio Moralles da Cunha, Liminha (Cambuci, 08.08.1954–)         | Partido Progressista Brasileiro (PPB)              | 116   | 3,59 | 1º mandato  |
| 8 | Marcos Garcia Gomes (Itaperuna, 26.05.1958–)                      | Partido Popular Socialista (PPS)                   | 111   | 3,43 | 1º mandato  |
| 9 | Antônio Batista Pereira (Cambuci, 13.06.1943–)                    | Partido Popular Socialista (PPS)                   | 61    | 1,89 | 1º mandato  |

## Legenda
| Cor  | Significado          |
| Bege | Presidente da Câmara |
| Azul | Suplente             |